# Lâu đài Červený Kameň
Lâu đài Červený Kameň (tiếng Slovakia: Červený Kameň) là một lâu đài tọa lạc trên sườn đông nam của dãy núi Little Carpathians, gần Modrá, phía trên làng Častá, vùng Bratislava, Slovakia. Lâu đài này đã được ghi danh vào Danh sách Di tích Trung ương. Ngày 18 tháng 3 năm 1970, theo Nghị quyết của Chủ tịch Hội đồng Quốc gia Slovakia, lâu đài được công nhận là di tích văn hóa quốc gia.

## Lịch sử
Vào giữa thế kỷ 13, một lâu đài đá sừng sững được xây để bổ sung vào hệ thống các lâu đài phòng thủ biên giới, trải dài từ Bratislava đến Žilina. Vào nửa đầu thế kỷ 16, chủ sở hữu lúc bấy giờ của lâu đài đã xây dựng một pháo đài mới với một sân vuông ở trung tâm và bốn công sự ở góc, có hầm chứa rộng rãi.
Năm 1588, chủ nhân mới của lâu đài là Mikuláš Pálfi đã tiến hành mở rộng nơi đây bằng việc xây dựng thêm các cánh nhà để ở. Đồng thời, pháo đài được trang hoàng, trở thành một lâu đài tráng lệ trong thời Phục hưng, với các khu sinh hoạt được trang bị nội thất cao cấp đầy tính nghệ thuật.
Mặc dù nhiều trận hỏa hoạn xảy ra trong những thế kỷ sau đó đã khiến lâu đài Červený Kameň bị hư hại, chủ sở hữu tòa lâu đài cho đến Chiến tranh thế giới thứ hai là gia đình Pálfi đã luôn sửa chữa để lâu đài này được bảo tồn nguyên dạng. Ngày nay, lâu đài Červený Kameň được sử dụng làm một bảo tàng về đồ nội thất.